# Francis Home

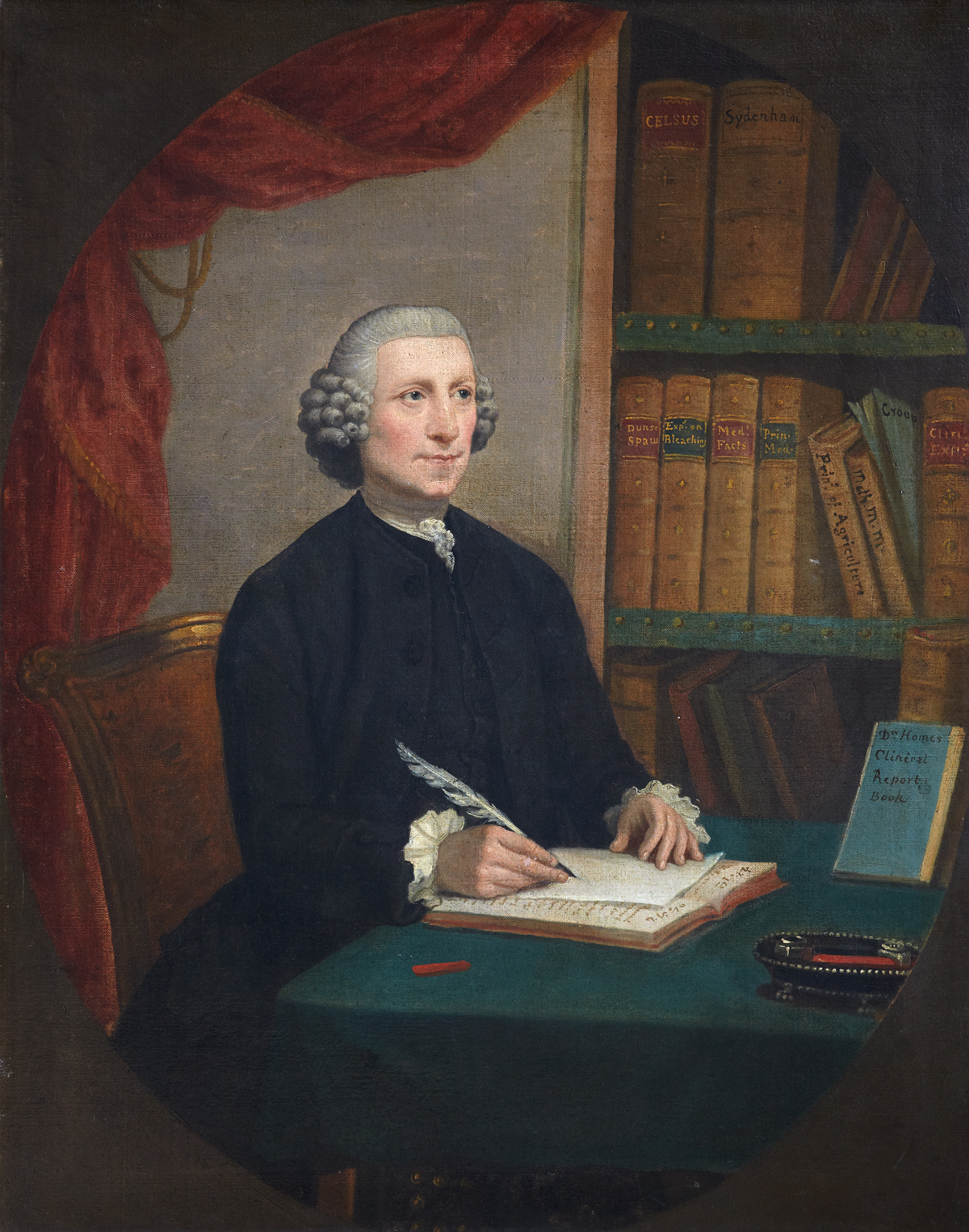
Francis Home

Francis Home (* 17. November 1719 in Eccles (Berwickshire); † 15. Februar 1813 in Edinburgh) war ein schottischer Chemiker und Arzt. Er war der erste Professor für Pharmazie (Materia medica) in Edinburgh.
Francis Home war der Sohn eines Anwalts. Er war Armeechirurg in Flandern und studierte Medizin zwischen den Feldzügen an der Universität Leiden. 1750 wurde er an der  University of Edinburgh promoviert und wurde Fellow des Royal College of Physicians of Edinburgh. Er praktizierte in Edinburgh und erhielt 1757 für einen Essay über Bleichung eine Goldmedaille. 1768 wurde er der erste Professor für Materia Medica in Edinburgh (der Lehrstuhl war gerade von dem der Botanik abgetrennt worden), was er bis 1798 blieb.
Er verbilligte und beschleunigte den Bleichprozess von Leinwand und Baumwolle durch Benutzung von Sauermilch statt Schwefelsäure und benutzte zum Bleichen auch Ätzkalk.
1758 unternahm er erste Experimente zur Masernimpfung. Er veröffentlichte auch über Pseudokrupp.
Er war Fellow der Royal Society of Edinburgh. 1775 bis 1777 war er Präsident des Royal College of Physicians of Edinburgh.

## Schriften
- An Essay on the contents and virtues of Dunse-Spaw, Edinburgh, 1751
- Experiments on Bleaching, Edinburgh 1756 (auch ins Deutsche übersetzt)
- The Principles of Agriculture and Vegetation, Edinburgh 1757 (auch ins Deutsche übersetzt)
- Medical Facts and Experiments, Edinburgh 1759
- Principia Medicinae, 1758, 2. Aufl. 1762 Digitalisat, 3. Auflage 1770, 4. Aufl. 1775 Digitalisat
- An Inquiry into the Nature, Cause, and Cure of the Croup, Edinburgh 1765
- Methodus Materiae Medicae, Edinburgh 1770
- Clinical Experiments, Histories, and Dissections, Edinburgh 1780